# Ernst August von Platen-Hallermund
Ernst August, hrabia von Platen-Hallermund (ur. 3 sierpnia 1674, zm. 20 września 1726) - hanowerski szlachcic i dyplomata.
W latach 1702 był posłem nadzwyczajnym (envoyé extraordinaire) Hanoweru do Anglii, gdzie zmarł właśnie w 1702 roku król Wilhelm III, a Anna Stuart była koronowana na Królową Anglii. Hrabia von Platen-Hallermund przybył by złożyć jej gratulacje, a przy okazji zaznaczyć obecność Elektoratu Hanoweru w Londynie.
W roku 1707 został nadszambelanem dworu (Oberster Kammerherr), a w 1709 generalnym zarządcą poczty elektorskiej  (General-Erbpostmeister).